# Sylvia Plischke
Sylvia Plischke (* 20. Juli 1977 in Plzeň, Tschechoslowakei) ist eine ehemalige österreichische Tennisspielerin.

## Leben und Karriere
Ihre Eltern, Lubomir und Alena Plischke, übersiedelten nach Österreich, als Sylvia sechs Jahre alt war. Ihre Mutter war ebenfalls Sportlerin und vertrat die Tschechoslowakei 1972 bei den Olympischen Spielen im Hochsprung.
Sylvia Plischke spielte für Österreich im Fed Cup (Bilanz: fünf Siege, sechs Niederlagen) und bei Olympischen Spielen. Sie gewann auf der WTA Tour einen Doppeltitel und hatte mit dem Einzug ins Viertelfinale 1999 bei den French Open mit Rang 27 ihre beste Platzierung in der Einzel-Weltrangliste.
Den Turniersieg im Doppel feierte sie mit ihrer Doppelpartnerin Henrieta Nagyová in Kuala Lumpur. Bei den Olympischen Spielen im Jahr 2000 in Sydney unterlag sie im Einzel in Runde eins Rita Grande mit 2:6, 2:6.
Plischke beendete 2002 nach zehn Jahren ihre Profikarriere, um am Management Center Innsbruck ein Studium in „Unternehmensführung in der Tourismus- und Freizeitwirtschaft“ aufzunehmen. Sie schloss das Studium 2006 ab und begann ein Engagement im Bereich Marketing & Consulting. Sie lebt in Prag und in Innsbruck und spielt in ihrer Freizeit nach wie vor Tennis.

## Turniersiege

### Doppel
| Legende            |
| Tier III Event (1) |

| Nr. | Datum             | Turnier      | Belag     | Partnerin        | Finalgegnerinnen         | Ergebnis  |
| --- | ----------------- | ------------ | --------- | ---------------- | ------------------------ | --------- |
| 1.  | 12. November 2000 | Kuala Lumpur | Hartplatz | Henrieta Nagyová | Liezel Horn Vanessa Webb | 6:4, 7:64 |